# ミュータント・ワールド
『ミュータント・ワールド』（原題： Mutant world ,French release: Independence Wars）は、2014年にカナダで制作されたアクション映画、SF映画。

## ストーリー
それほど遠くない将来、地球調査グループは、ある日地球滅亡クラスの被害が予想される巨大隕石の落下を傍受。格納庫に避難するが、リーダーのマーカスが逃げ遅れ命を落とした。月日が流れ、何とか生還したマーカスの娘メリッサと他の仲間等は大きな地震によって太陽電池が故障した事で地球調査に踏み切る事にする。だが、外は氷河期のような寒さに包まれ、凶暴な突然変異体・ミュータントに支配されてしまった。父の血を受け継ぐメリッサはミュータントに立ち向かう。

## キャスト
- マーカス・キング - キム・コーツ (吹替:上田燿司)
- メリッサ・キング - ホリー・デヴォー (吹替:吉岡茉祐)
- セイディ - アシャンティ (吹替:青山吉能)
- ニコル - アンバー・マーシャル (吹替:高木美佑)
- ジェフ・キング - ジェイソン・サーマク (吹替:浅沼晋太郎)
- レオナルド保安官 - グレッグ・ローソン (吹替:蜂須賀智隆)
- マッズ　- デヴィッド・リレイニー (吹替：谷昌樹)
- ゼニ - ミーガン・ドレイツ (吹替 : 永野愛理)
- シェイナ - ララ・ザルスキー (吹替 : 田中美海)
- セラフィナ - アン・ホーソーン (吹替 : 奥野香耶)
- 大男 - ジョン・デサンティス (吹替 : 若本規夫)
- その他の日本語吹き替え‐小林親弘/宮本淳/宮本克哉/佐野康之/三木美/あいざわゆりか